# Kilidż Arslan II
Kilidż Arslan II (arab.  قِلِج اَرسلان دوم, tur. II. Kılıç Arslan)  (ur.? zm. 1192) – sułtan seldżuckiego Sułtanatu Rum, syn Masuda I. Panował w latach 1156–1192. Za jego panowania doszło do znacznego wzrostu pozycji państwa. Jest uważany za jednego z najwybitniejszych rumijskich sułtanów.

## Życiorys
Kilidż Arslan II był synem Masuda I. Sułtan był kaleką co sprawiało, że nie mógł dosiadać konia. W początkowych latach musiał zmierzyć się z opozycją innych władców arabskich w tym własnego brata. Dodatkowo musiał zmagać się z sojuszem syryjsko-bizantyńsko-daniszmendydskim. W 1159 roku cesarz Bizancjum i Daniszmendydzi zaatakowali sułtanat, a władca Syrii Nur ad-Din najechał państwo od południa. W obliczu zagrożenia z wielu stron zwrócił się o pokój i pomoc do cesarza bizantyjskiego Manuela I. W tym celu sułtan w 1161 roku odwiedził Konstantynopol gdzie przebywał przez 80 dni. Uzyskane wsparcie finansowe i zawiązanie sojuszu przeciw Syrii i Daniszmendydom pomogło Arslanowi w pokonaniu pretendentów do tronu w roku 1163. W 1172 roku Kilidż Arslan II spotkał się ze swoim dalekim krewnym księciem saskim Henrykiem Lwem koło Tarsu. Rosnąca siła wojsk sułtana skłoniła Manuela I do wypowiedzenia porozumienia i zaatakowania terytorium sułtanatu. Wojska bizantyjskie zostały pokonane przez armię Kilidża Arslana w bitwie pod Myriokefalonem w 1176 roku. Na początku swego panowania sułtan zajął część posiadłości bizantyńskich, a w 1178 roku zajął ostatnie terytoria należące do Daniszmendydów.
W latach 1160–1162 sułtan deklarował chęć chrztu za pośrednictwem Bizancjum.
W 1186 roku podzielił sułtanat pomiędzy swoich dzieci, bratanków i brata. Kiedy w 1190 roku III wyprawa krzyżowa dowodzona przez Fryderyka I Barbarosę zdobyła Konyę, stolicę sułtanatu, zwrócił się o pomoc do Saladyna. Interwencja Saladyna okazała się jednak zbędna po tym jak Fryderyk I zginął w rzece Salef.